# San Nicolás de Bari Airport
San Nicolás de Bari Airport är en flygplats i Kuba.   Den ligger i kommunen Municipio de San Nicolás och provinsen Provincia Mayabeque, i den västra delen av landet, 60 km sydost om huvudstaden Havanna. San Nicolás de Bari Airport ligger 19 meter över havet.
Terrängen runt San Nicolás de Bari Airport är platt, och sluttar söderut. Runt San Nicolás de Bari Airport är det ganska tätbefolkat, med 75 invånare per kvadratkilometer. Närmaste större samhälle är Güines, 14,1 km nordväst om San Nicolás de Bari Airport. Omgivningarna runt San Nicolás de Bari Airport är en mosaik av jordbruksmark och naturlig växtlighet.